# اسپراگو ریور (اورگن)
اسپراگو ریور (به انگلیسی: Sprague River) یک منطقهٔ مسکونی در ایالات متحده آمریکا است که در شهرستان کلاماث، اورگن واقع شده‌است.